# Rhypteira
Rhypteira är ett släkte av fjärilar. Rhypteira ingår i familjen snigelspinnare.
Kladogram enligt Catalogue of Life:
| Rhypteira | \| \| Rhypteira apiceplagiata \| \| \| \| \| \| Rhypteira hyperocha \| \| \| \| \| \| Rhypteira sordida \| \| \| \| |
|           | \| \| Rhypteira apiceplagiata \| \| \| \| \| \| Rhypteira hyperocha \| \| \| \| \| \| Rhypteira sordida \| \| \| \| |
|           | Rhypteira apiceplagiata                                                                                             |
|           | |
|           | Rhypteira hyperocha                                                                                                 |
|           | |
|           | Rhypteira sordida                                                                                                   |
|           | |